# Шавердин, Николай Семёнович
Никола́й Семёнович Шаве́рдин (25 января 1915, Лапкасола, Царевококшайский уезд, Казанская губерния, Российская империя — 25 мая 1997, Йошкар-Ола, Россия) — марийский советский журналист, переводчик, партийный деятель. Ответственный (главный) редактор республиканской газеты «Марий коммуна» (1954—1955), заведующий сектором печати, радио и телевидения Марийского обкома КПСС (1963—1975). Заслуженный работник культуры Марийской АССР (1975). Член ВКП(б) с 1943 года. Депутат Верховного Совета Марийской АССР 4-го созыва (1951—1955). Участник Великой Отечественной войны.

## Биография
Родился 25 января 1915 года в деревне Лапкасола ныне Моркинского района Республики Марий Эл в семье крестьян-середняков. 
Окончил Большемушеранскую начальную школу родного района и 7-летнюю школу в г. Йошкар-Оле, куда его забрал известный марийский учёный-филолог В. М. Васильев. 
В 1935 году вместе с поэтом М. Майном окончил Московский редакционно-издательский техникум.
В 1935—1940 годах — редактор марийского отдела Учпедгиза.
В августе 1940 года призван в РККА. Участник Великой Отечественной войны: командир отделения, одновременно — парторг дивизиона 180 зенитно-артиллерийского полка 3 корпуса ПВО на Закавказском фронте, старший сержант. В 1943 году вступил в ВКП(б). Демобилизовался из армии в августе 1945 года. Награждён медалями. 
С 1945 года — заместитель редактора, в 1954—1955 годах — ответственный (главный) редактор республиканской газеты «Марий коммуна», в 1953—1954 годах — заместитель редактора республиканской газеты «Марийская правда».
В 1949—1953 годах — заведующий сектором, в 1954 году — заместитель заведующего отделом пропаганды Марийского обкома КПСС. В 1953 году окончил Высшую партийную школу при ЦК КПСС. С 1955 года — секретарь Йошкар-Олинского горкома КПСС (сектор идеологической работы), в 1963—1975 годах — заведующий сектором печати, радио и телевидения Марийского обкома КПСС, редактор журнала «Политическая агитация». Был организатором съездов рабселькоров Марийской АССР.
В 1955—1959 годах избирался депутатом Верховного Совета Марийской АССР 4-го созыва.
Скончался 28 мая 1997 года в г. Йошкар-Оле.

## Переводческая деятельность
Ещё в студенческие годы перевёл на родной язык брошюру «Кому помогают попы?» («Поп-влак кӧлан полшат») (Москва) и рассказ советского поэта Н. Тихонова «Большевик Симон» вышли отдельной книгой (Йошкар-Ола).
Переводил на марийский язык политическую и художественную литературу: сборник «Воспоминания об Энгельсе» («Энгельс нерген шарнымаш»), книгу брата Ленина Д. Ульянова «Воспоминания о Ленине» («Ленин нерген шарнымаш»), статью В. Ленина «Карл Маркс», книгу М. Прилежаевой «Жизнь Ленина» («Ленинын илышыже»), книгу Н. Тихонова «В огненном кольце» («Тулан оҥгышто»), учебник географии (1943).
Много сил отдал дублированию кинофильмов, сам переводил многие тексты к кинофильмам.

## Звания и награды

### Трудовые
- Орден «Знак Почёта»[1]
- Юбилейная медаль «За доблестный труд. В ознаменование 100-летия со дня рождения Владимира Ильича Ленина» (1970)
- Заслуженный работник культуры Марийской АССР (1975)[1][3]
- Почётная грамота Президиума Верховного Совета Марийской АССР (1957)[1]

### Боевые
- Медаль «За оборону Кавказа» (30.01.1945)[3]
- Медаль «За победу над Германией в Великой Отечественной войне 1941—1945 гг.» (09.05.1945)[3]